# Loška Gora pri Zrečah
Loška Gora pri Zrečah je naselje v Občini Zreče.